# Spor o cvrčka
Spor o cvrčka je druhý díl třetí řady amerického televizního seriálu Teorie velkého třesku. V této epizodě hostuje Lewis Black. Režisérem epizody je Mark Cendrowski.

## Děj
Leonard se s Penny snaží přijít na to, jestli je lepší zůstat přáteli a nebo spolu chodit. V rámci pokusu o to danou situaci vyřešit skončí u Penny v bytě, opijí se a následně pak celou noc zvracejí. Mezitím Howard se Sheldonem uzavírají sázku o své nejhodnotnější komiksy. Sázka se týká cvrčka, kterého slyší cvrlikat u Leonarda a Sheldona v bytě a ani když ho najdou, nemohou se dohodnout, který druh cvrčka to je. Zajdou tedy za univerzitním entomologem (Lewis Black), který přisoudí výhru Howardovi. Poté Sheldon mluví s Penny o Leonardovi a říká jí, že se spolu k přátelství mohou vrátit vždycky. Když to Penny tlumočí Leonardovi, oba souhlasí, že by to tak bylo lepší. Jejich rozmluva však znovu končí sexem.

## Obsazení
| Johnny Galecki | Leonard Hofstadter |
| Jim Parsons    | Sheldon Cooper     |
| Kaley Cuoco    | Penny              |
| Simon Helberg  | Howard Wolowitz    |
| Kunal Nayyar   | Raj Koothrappali   |
| Lewis Black    | profesor Crawley   |